# Rumaitha Al Busaidi
 (novembre 2023).
Rumaitha Al Busaidi est une militante omanaise contre le changement climatique et pour les droits des femmes, une présentatrice de radio, une biologiste marine, une entrepreneure et une footballeuse. Elle est la première femme analyste de football dans le monde arabe et la plus jeune femme omanaise de l'époque à se rendre au pôle Sud.

## Carrière
Al Busaidi est diplômée de l'université du Delaware en 2005. Elle obtient une maîtrise de l'université Sultan Qaboos en 2014 et fait une partie de ses études supérieures à l'université d'Utrecht. Elle obtient une maîtrise en administration publique de la Harvard Kennedy School. Al Busaidi est aussi titulaire d'une maîtrise dans les domaines des sciences de l'environnement et de l'aquaculture.
Elle a été vice-présidente de la fabrication alimentaire pour le programme national omanais de renforcement de la diversification économique. En 2021, elle est directrice des Projets et Affaires Environnementales et Développement de la pêche d'Oman. En 2020, elle obtient la conversion d'une cinquantaine de domaines agricoles à la pisciculture.
Rumaitha Al Busaidi fonde WomeX, une plateforme visant à enseigner la négociation aux entrepreneures arabes. Elle défend également les droits des femmes et le militantisme climatique des jeunes.
Elle est présentatrice radio pendant plusieurs années à Oman, devenant la première présentatrice d'actualités locales en langue anglaise. Elle intègre l'équipe féminine de football d'Oman pendant une brève période avant son officialisation par la FIFA en 2007. Elle est la première femme analyste de football dans le monde arabe et est ambassadrice de la Coupe du monde 2022.
Elle fait partie de la communauté Global Shapers du Forum économique mondial de 2013 à 2020. En 2017, elle est nommée ambassadrice de One Young World Peace par la Commission européenne.
Elle est invitée à parler de la crise climatique au Forum économique mondial en 2021.

## Prix et distinctions
En novembre 2023, Rumaitha Al Busaidi est nommée sur la liste 100 Women de la BBC.